# Metropolitano de Quito
O Metrô de Quito ( em castelhano:  Metro de Quito), abreviado como MDQ, é um sistema de transporte metropolitano composto por uma única linha em Quito, capital do Equador.

## História
A construção das principais estações sul e norte começou em dezembro de 2012. A construção da linha do metrô começou em janeiro de 2016. O planejamento era que o metrô entrasse em funcionamento em agosto de 2020, mas a inauguração foi adiada várias vezes.
A inauguração oficial foi realizada em 21 de dezembro de 2022, e o serviço foi iniciado com alguns testes com passageiros em 2 de maio de 2023. Depois que problemas técnicos afetaram o lançamento, o serviço foi encerrado em 11 de maio. Ainda no mesmo ano, o metrô de Quito iniciou suas operações comerciais em 1º de dezembro de 2023.

## Sistema
A primeira linha do sistema, que inclui 15 estações, vai de Quitumbe (que fica ao sul da cidade) até El Labrador (ao norte da cidade). As 15 estações desta linha são, de norte a sul:

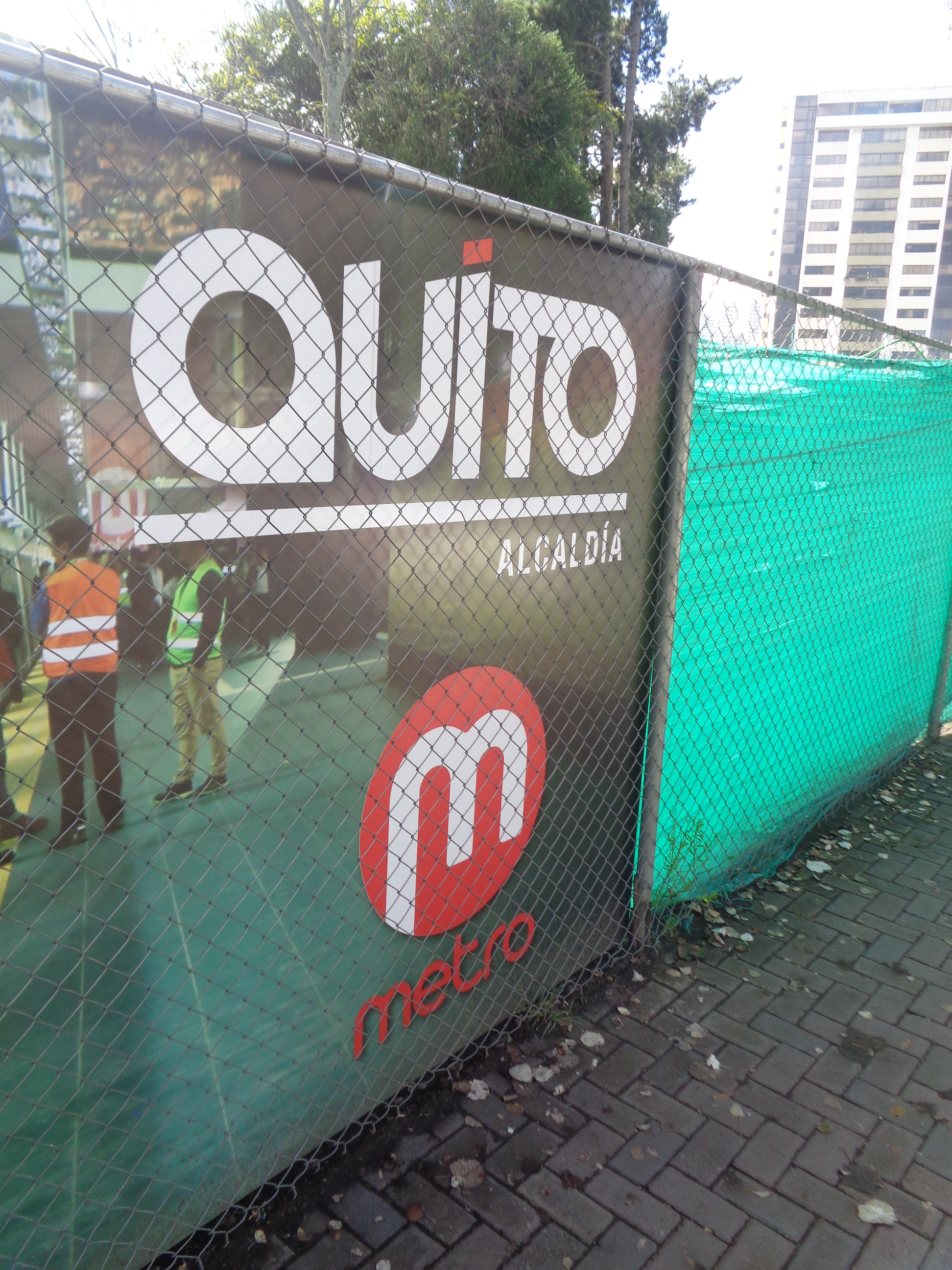
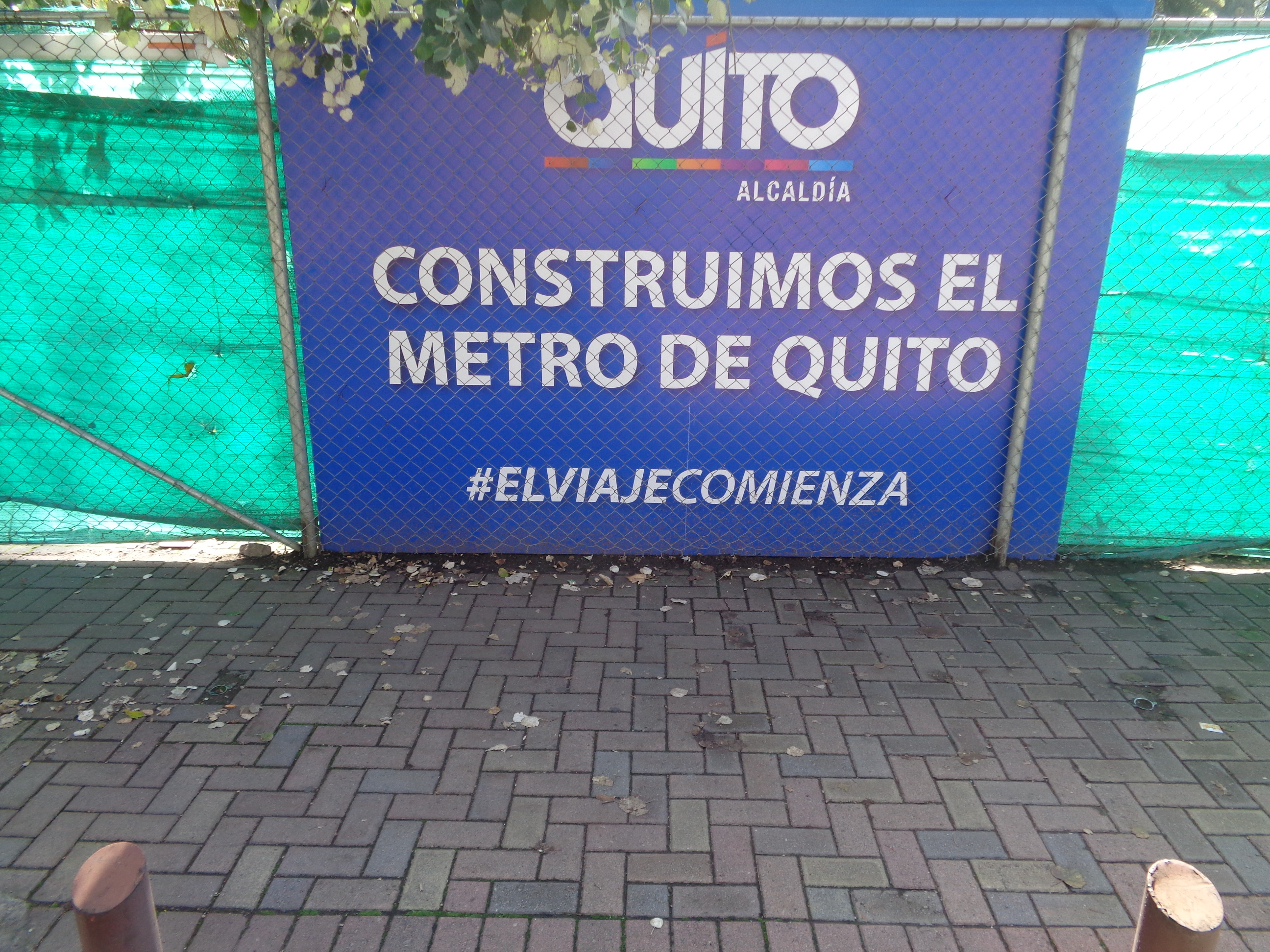
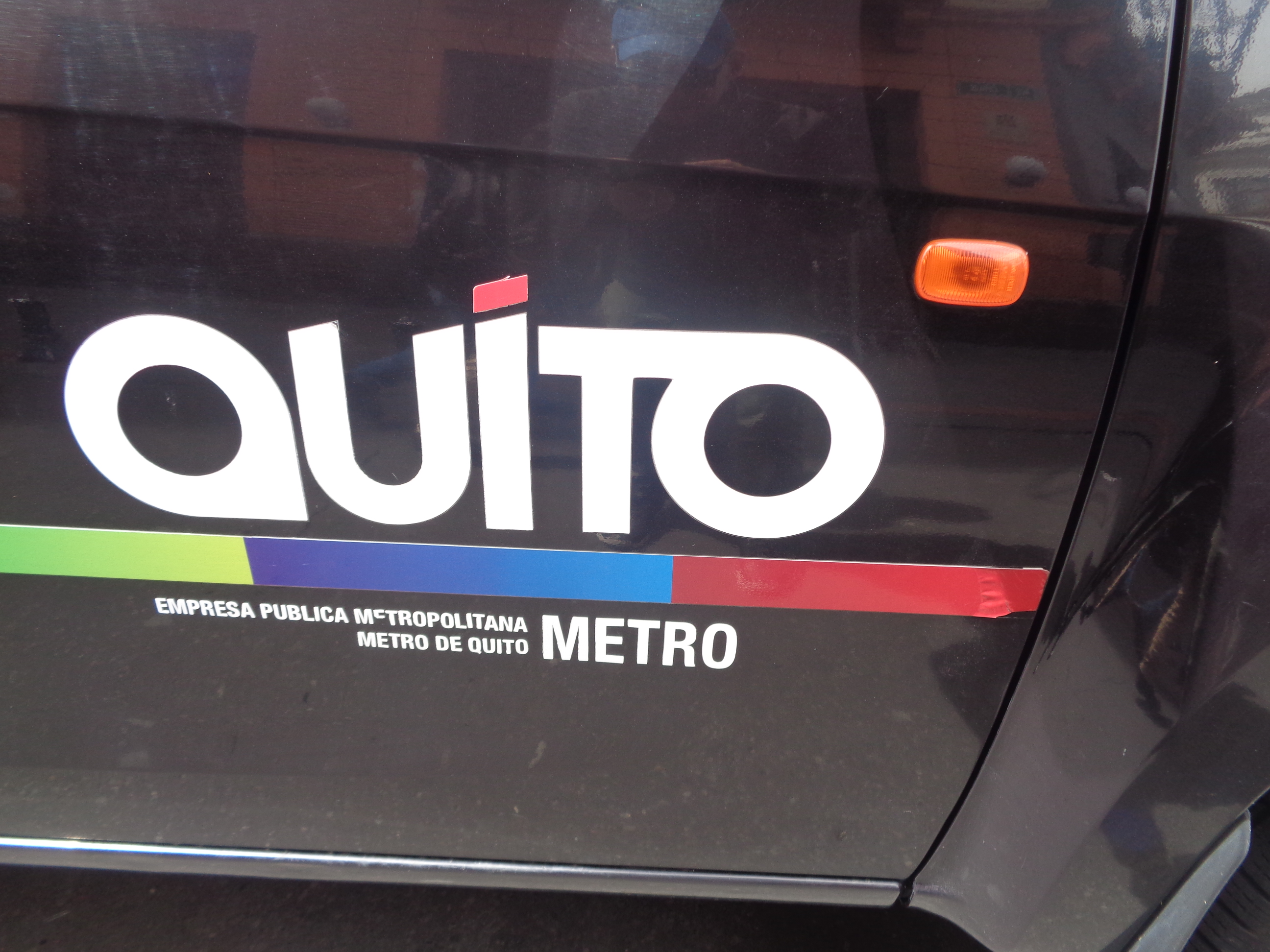
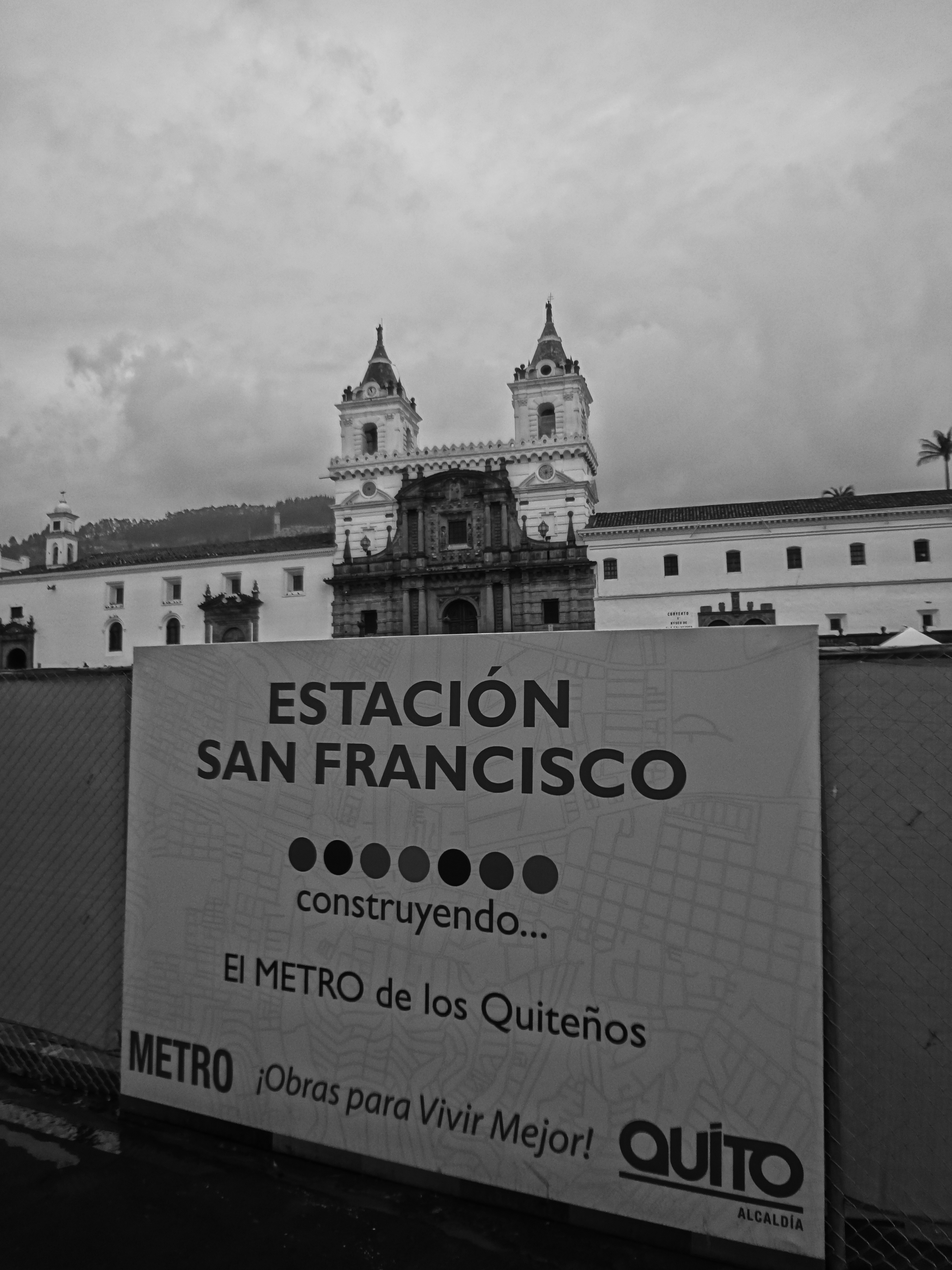
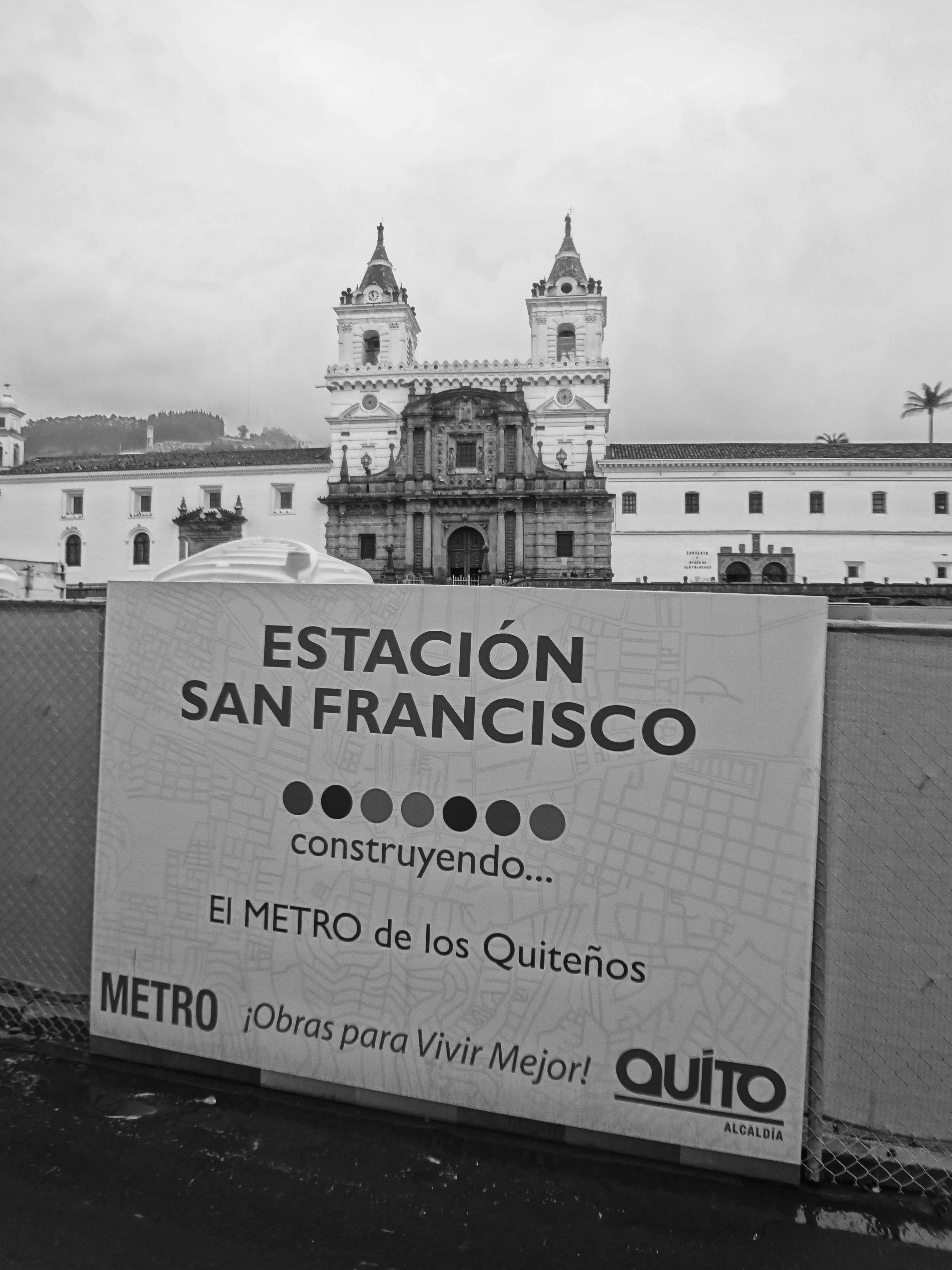
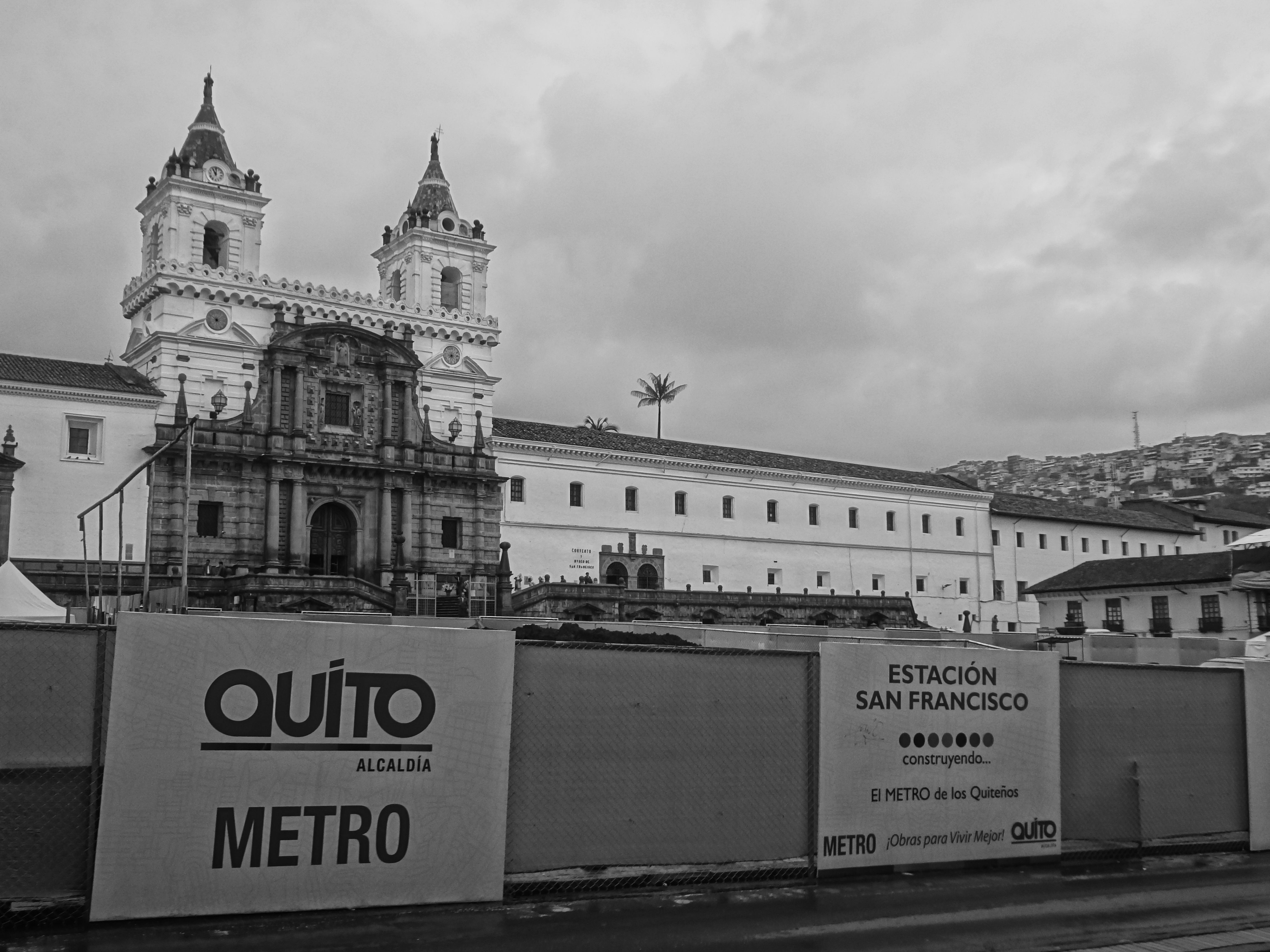

- El Labrador
- Jipijapa
- Iñaquito
- Carolina
- Pradera
- Universidade Central
- El Ejido
- La Alameda
- São Francisco
- La Madalena
- El Recreo
- Cardeal de la Torre
- Solanda
- Morán Valverde
- Quitumbé